# 叉状狸藻
叉状狸藻（学名：Utricularia furcellata）為狸藻屬一年生小型食肉植物。其种加词“furcellata”来源于拉丁文“furca”，意为“叉状”，指其花冠叉状的下唇。叉状狸藻为印度西北部的特有種。其岩生于潮湿的岩石上，海拔分布范围为1500米至2700米。1859年，丹尼尔·奥利弗正式描述了叉状狸藻。